# Chazelles (Moselle)
Pour les articles homonymes, voir Chazelles.
Chazelles est une ancienne commune française du département de la Moselle en région Grand Est. Supprimée en 1809, elle est réunie à Scy pour former la commune de Scy-Chazelles.

## Toponymie
Anciennement mentionné : Castellum (745), Chaselles (1128), Chaselle (1178), Chasèles (1181), Chaizelles (1182), Cheselles (1192), Chazeles (1230), Chauzelle (xve siècle), Chaizels (1402), Chaizelle (1404), Chassele (1487), Chazèle (1631), Chasel et Chazel (1770).

En lorrain : Chézel.
L'origine du nom de Chazelles remonte à casellas (casa et suffixe diminutif -ella), qui signifie « petites maisons » en roman), voire « hameau »,.

## Histoire
En 1681, le ban Bourgon de Chazelles est mouvant du roi de France et le siège d'une justice haute, moyenne et basse. En tant qu'annexe de la communauté de Scy, cette localité appartenait en partie aux quatre mairies du Val de Metz, possession temporelle des évêques de Metz.
Sur le plan religieux, Chazelles était une annexe de la cure de Scy et avait une chapelle desservie par le curé de cette paroisse ; ce village faisait auparavant partie de la paroisse du Mont-Saint-Quentin.
La commune de Chazelles est réunie à celle de Scy le 29 août 1809.
En 1817, cette ancienne commune a une population de 125 individus, 30 maisons, ainsi qu'un territoire productif de 68 hectares dont 36 en vignes et 15 en terres labourables.

## Démographie
| 1793 | 1800 | 1806 |
| ---- | ---- | ---- |
| 117  | 133  | 135  |